# شيق منمش
الشيق المنمش أو أبو مَرِينا منمش (الاسم العلمي: Muraena lentiginosa) (بالإنجليزية: Jewel moray) هو نوع من الأسماك يتبع جنس الموراي من الفصيلة المورايية.